# Championnat de république démocratique du Congo de football 2007
Navigation
Saison précédente Saison suivante
La saison 2007 du Championnat de république démocratique du Congo de football est la cinquantième édition de la première division en république démocratique du Congo, la Ligue Nationale de Football. La compétition rassemble les vingt meilleures formations du pays, qui sont passées par des championnats régionaux pour se qualifier. La compétition se déroule en trois phases qualificatives de poules.
C'est le TP Mazembe, tenant du titre, qui est à nouveau sacré champion à l'issue de la saison, après avoir terminé en tête du classement final, avec quatorze points d'avance sur le DC Motema Pembe et dix-sept sur l'AS Vita Club. C'est le neuvième titre de l'histoire du club.

## Clubs participants
| - Province de Kinshasa : - DC Motema Pembe - AS Vita Club - Province de Katanga : - TP Mazembe - FC Saint Éloi Lupopo - New Soger FC - Province du Kasaï-oriental : - AS Mabela a Bana - OC Mbongo Sports - Province du Kasaï-occidental : - AS Saint-Luc - US Tshinkunku - Province du Bas-Congo : - CS Cilu - CS Imana | - Province orientale : - AS Nika - Singa Mwambe - Province du Nord-Kivu : - DC Virunga - AS Kabasha - Province du Sud-Kivu : - OC Muungano - OC Bukavu Dawa - Province de Maniema : - AS Maniema Union - Province de l'Équateur : - TP Molunge - Province de Bandundu : - FC Makila Mabe |

## Compétition
Le barème de points servant à établir les classements se décompose ainsi :
- Victoire : 3 points
- Match nul : 1 point
- Défaite : 0 point

### Première phase
Huit clubs sont exemptés de première phase. Les douze autres équipes s'affrontent en matchs aller-retour à élimination directe pour déterminer les six qualifiés pour la deuxième phase. À noter que le meilleur perdant est repêché pour disputer la deuxième phase.
| Équipe 1       | Résultat      | Équipe 2         | Aller | Retour |
| -------------- | ------------- | ---------------- | ----- | ------ |
| FC Makila Mabe | 3 - 2         | CS Imana         | 2 - 0 | 1 - 2  |
| Mabela a Bana  | 1 - 5         | US Tshinkunku    | 1 - 2 | 0 - 3  |
| AS Saint-Luc   | 3 - 6         | New Soger FC     | 2 - 4 | 1 - 2  |
| Singa Mwambe   | 1 - 3         | AS Kabasha       | 1 - 1 | 0 - 2  |
| OC Muungano    | 1 - 1 2-3 tab | AS Maniema Union | 0 - 1 | 1 - 0  |
| TP Molunge     | 1 - 1 3-4 tab | AS Nika          | 0 - 1 | 1 - 0  |

### Deuxième phase
Le premier de chaque poule et le meilleur second se qualifient pour la poule finale. 
Poule 1 :
| Rang | Équipe           | Pts | J | G | N | P | Bp | Bc | Diff |  | Résultats (▼ dom., ► ext.) | Mot | Man | Mol |
| ---- | ---------------- | --- | - | - | - | - | -- | -- | ---- |  | -------------------------- | --- | --- | --- |
| 1    | DC Motema Pembe  | 10  | 4 | 3 | 1 | 0 | 11 | 2  | +9   |  | DC Motema Pembe            |     | 4-1 | 5-0 |
| 2    | AS Maniema Union | 5   | 4 | 1 | 2 | 1 | 6  | 7  | -1   |  | AS Maniema Union           | 1-1 |     | 4-2 |
| 3    | TP Molunge       | 1   | 4 | 0 | 1 | 3 | 2  | 10 | -8   |  | TP Molunge                 | 0-1 | 0-0 |     |

Poule 2 :
| Rang | Équipe         | Pts | J | G | N | P | Bp | Bc | Diff |  | Résultats (▼ dom., ► ext.) | Vit | Cil | Mak |
| ---- | -------------- | --- | - | - | - | - | -- | -- | ---- |  | -------------------------- | --- | --- | --- |
| 1    | AS Vita Club   | 9   | 4 | 3 | 0 | 1 | 12 | 2  | +10  |  | AS Vita Club               |     | 0-1 | 2-1 |
| 2    | CS Cilu        | 9   | 4 | 3 | 0 | 1 | 7  | 4  | +3   |  | CS Cilu                    | 0-3 |     | 4-1 |
| 3    | FC Makila Mabe | 0   | 4 | 0 | 0 | 4 | 2  | 15 | -13  |  | FC Makila Mabe             | 0-7 | 0-2 |     |

Poule 3 :
| Rang | Équipe               | Pts | J | G | N | P | Bp | Bc | Diff |  | Résultats (▼ dom., ► ext.) | Kab | Mbo | Lup |
| ---- | -------------------- | --- | - | - | - | - | -- | -- | ---- |  | -------------------------- | --- | --- | --- |
| 1    | AS Kabasha           | 8   | 4 | 2 | 2 | 0 | 2  | 0  | +2   |  | AS Kabasha                 |     | 0-0 | 0-0 |
| 2    | OC Mbongo Sports     | 4   | 4 | 1 | 1 | 2 | 1  | 2  | -1   |  | OC Mbongo Sports           | 0-1 |     | 1-0 |
| 3    | FC Saint Éloi Lupopo | 4   | 4 | 1 | 1 | 2 | 1  | 2  | -1   |  | FC Saint Éloi Lupopo       | 0-1 | 1-0 |     |

Poule 4 :
| Rang | Équipe       | Pts | J | G | N | P | Bp | Bc | Diff |  | Résultats (▼ dom., ► ext.) | Vir | Sog | Nik |
| ---- | ------------ | --- | - | - | - | - | -- | -- | ---- |  | -------------------------- | --- | --- | --- |
| 1    | DC Virunga   | 10  | 4 | 3 | 1 | 0 | 8  | 1  | +7   |  | DC Virunga                 |     | 2-0 | 3-1 |
| 2    | New Soger FC | 5   | 4 | 1 | 2 | 1 | 3  | 3  | 0    |  | New Soger FC               | 0-0 |     | 2-0 |
| 3    | AS Nika      | 1   | 4 | 0 | 1 | 3 | 2  | 9  | -7   |  | AS Nika                    | 0-3 | 1-1 |     |

Poule 5 :
| Rang | Équipe         | Pts | J | G | N | P | Bp | Bc | Diff |  | Résultats (▼ dom., ► ext.) | Maz | Buk | Tsh |
| ---- | -------------- | --- | - | - | - | - | -- | -- | ---- |  | -------------------------- | --- | --- | --- |
| 1    | TP Mazembe     | 12  | 4 | 4 | 0 | 0 | 12 | 1  | +11  |  | TP Mazembe                 |     | 3-0 | 3-0 |
| 2    | OC Bukavu Dawa | 6   | 4 | 2 | 0 | 2 | 5  | 7  | -2   |  | OC Bukavu Dawa             | 1-3 |     | 2-0 |
| 3    | US Tshinkunku  | 0   | 4 | 0 | 0 | 4 | 1  | 10 | -9   |  | US Tshinkunku              | 0-3 | 1-2 |     |

### Poule finale
| Rang | Équipe          | Pts | J  | G  | N | P | Bp | Bc | Diff |  | Résultats (▼ dom., ► ext.) | Maz | Mot | Vit | Vir | Cil | Kab |
| ---- | --------------- | --- | -- | -- | - | - | -- | -- | ---- |  | -------------------------- | --- | --- | --- | --- | --- | --- |
| 1    | TP MazembeT     | 30  | 10 | 10 | 0 | 0 | 21 | 3  | +18  |  | TP MazembeT                |     | 1-0 | 4-1 | 2-1 | 2-0 | 3-0 |
| 2    | DC Motema Pembe | 16  | 9  | 5  | 1 | 3 | 11 | 6  | +5   |  | DC Motema Pembe            | 0-2 |     | 3-1 | 0-1 | 1-0 | 2-0 |
| 3    | AS Vita Club    | 13  | 10 | 4  | 1 | 5 | 16 | 15 | +1   |  | AS Vita Club               | 1-2 | 0-1 |     | 2-1 | 3-1 | 4-1 |
| 4    | DC Virunga      | 12  | 10 | 3  | 3 | 4 | 7  | 9  | -2   |  | DC Virunga                 | 0-1 | 1-1 | 2-1 |     | 0-1 | 0-0 |
| 5    | CS Cilu         | 6   | 10 | 1  | 3 | 6 | 3  | 14 | -11  |  | CS Cilu                    | 0-3 | 0-3 | 0-0 | 1-1 |     | 0-0 |
| 6    | AS Kabasha      | 5   | 9  | 1  | 2 | 6 | 4  | 15 | -11  |  | AS Kabasha                 | 1-2 |     | 0-3 | 0-1 | 2-0 |     |

|  | Qualification pour la Ligue des champions de la CAF 2008 |
|  | Qualification pour la Coupe de la confédération 2008     |
|  | T : Tenant du titre                                      |

## Meilleurs buteurs
Le tableau suivant liste les joueurs selon le classement des buteurs :
| Rang | Joueur                | Club            | Buts |
| ---- | --------------------- | --------------- | ---- |
| 1    | Trésor Mputu          | TP mazembe      | 15   |
| 2    | Patou Kabangu         | TP mazembe      | 8    |
| 3    | Alain Kaluyituka      | TP mazembe      | 5    |
| 4    | Mpele Mpele           | AS Vita Club    | 4    |
|      | Jean-Paul Eale Lutula | DC Motema Pembe | 4    |
|      | Tamundele             | AS Vita Club    | 4    |
|      | Jean-Jacques Yemweni  | TP mazembe      | 4    |
| 8    | Embele Likamelu       | SC Cilu         | 3    |
|      | Belmond Nsumbu        | AS Vita Club    | 3    |
|      | Guy Lusadisu          | TP mazembe      | 3    |
|      | Luyeye Mvete          | TP mazembe      | 3    |
|      | Bukasa wa Bukasa      | AS Vita Club    | 3    |

## Bilan de la saison
| Championnat de république démocratique du Congo de football 2007 |                       |
| Champion                                                         | TP Mazembe (9e titre) |
| Coupes et trophées                                               |                       |
| Vainqueur de la Coupe de république démocratique du Congo 2007   | AS Maniema Union      |
| Qualifications continentales                                     |                       |
| Ligue des champions de la CAF 2008                               | TP Mazembe            |
| Ligue des champions de la CAF 2008                               | DC Motema Pembe       |
| Coupe de la confédération 2008                                   | AS Vita Club          |
| Coupe de la confédération 2008                                   | AS Maniema Union      |
| Promotions et relégations                                        |                       |
| Promus en Linafoot                                               | Aucun                 |
| Relégués                                                         | Aucun                 |